# Angiome cerise
 (mars 2019).
Si vous disposez d'ouvrages ou d'articles de référence ou si vous connaissez des sites web de qualité traitant du thème abordé ici, merci de compléter l'article en donnant les références utiles à sa vérifiabilité et en les liant à la section « Notes et références ».

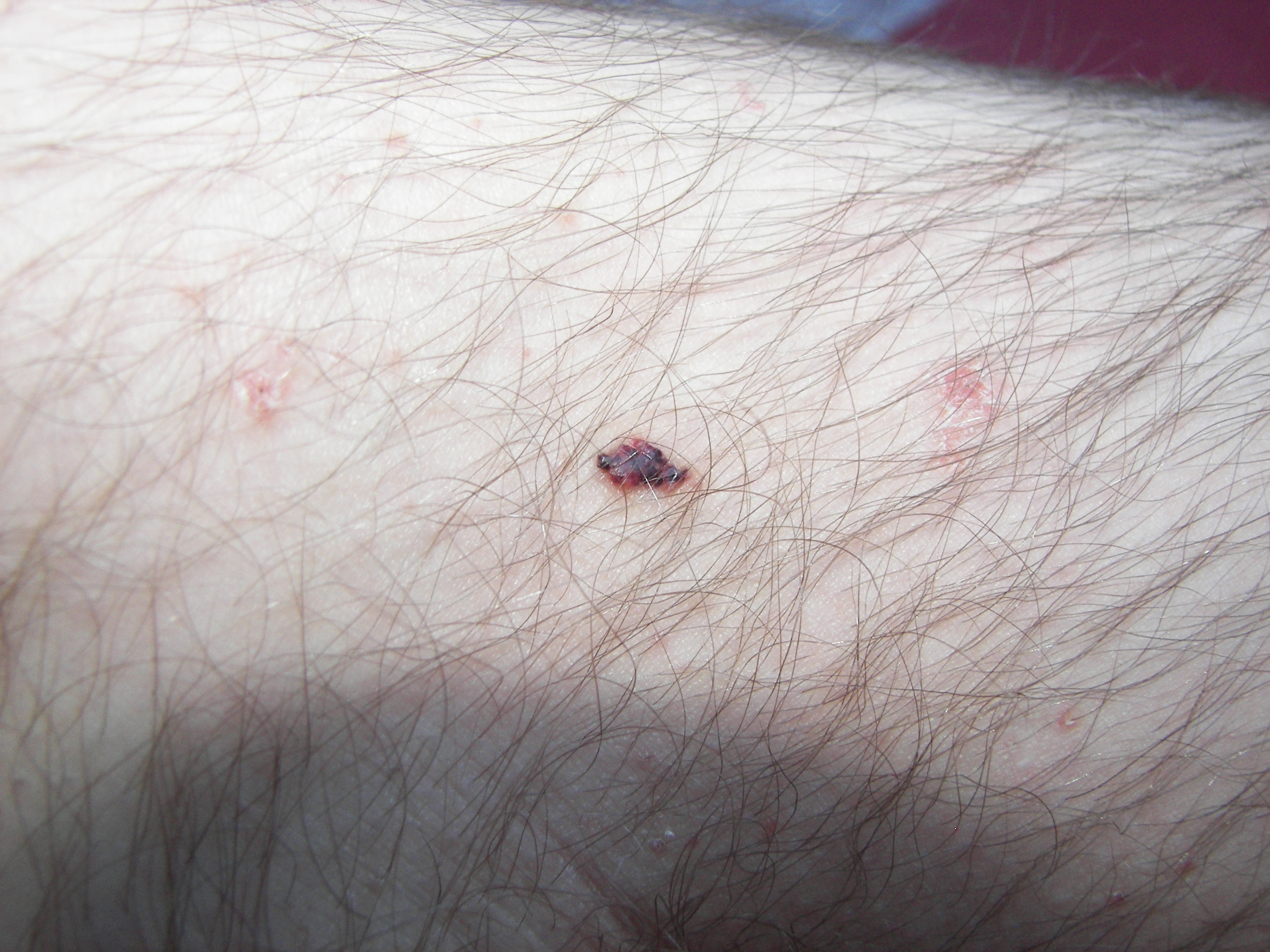
Un angiome cerise

L'angiome cerise, aussi appelé angiome capillaire ou point rouge rubis, est une tumeur bénigne qui survient surtout chez les personnes âgées de plus de 40 ans.

## Description
La cause exacte de l'angiome cerise n'est pas encore connue. Elle est caractérisée par l'éruption cutanée de points variant du violet au rouge cerise. Ce sont essentiellement des lésions vasculaires constituées d'amas capillaires dilatés à la surface de la peau.
Dans leur phase initiale, ils sont de la taille d'une tête d'épingle. Ils peuvent atteindre par la suite jusqu'à 1/2 centimètre de diamètre. Les grands angiomes cerises saignent s'ils sont perforés.
Les angiomes cerises ne sont pas cancéreux.

## Traitement par les cosmétologues
Le traitement le plus couramment utilisé est la cryothérapie. Il consiste à congeler les angiomes cerises à des températures extrêmement basses à l'aide d'azote liquide. Les tissus congelés sont ensuite enlevés chirurgicalement.
Une autre méthode commune pour l'enlèvement des angiomes cerises est l'électro-chirurgie ou la cautérisation. En électro-chirurgie, le courant électrique est utilisé pour brûler et enlever le tissu ; il limite les saignements dans une certaine mesure.